# قوچک (دلیجان)
قوچک (دلیجان)، روستایی از توابع بخش مرکزی شهرستان دلیجان در استان مرکزی ایران است.

## جمعیت
این روستا در دهستان دودهک قرار دارد و براساس سرشماری مرکز آمار ایران در سال ۱۳۸۵، جمعیت آن ۱۳۱ نفر (۲۶خانوار) بوده‌است.
این روستا توسط یکی از افراد ایل خراسانی به نام علیداد خراسانی خریداری شده است و افراد این ایل در ابتدا به عنوان قشلاق از آن استفاده می‌کردند اما بعدها که به یکجانشینی روی آوردند در این روستا ساکن شدند و به کشاورزی و دامپروری پرداختند.
و میتوان به این موضوع اشاره کرد که تمام افراد این روستا با یک دیگر نسبت فامیلی دارند و افراد بیگانه در آن ساکن نیستند.
محصول عمده‌ی این روستا انار است.
از افراد معروف این روستا ایرج عرب مدیرعامل اسبق باشگاه پرسپولیس تهران را می تواننام برد